# The Move
The Move fueron una banda de rock británico de la década de los 60 y comienzos de los 70, que alcanzó gran popularidad por sus energéticas actuaciones en directo y una serie de sencillos que alcanzaron los primeros puestos de las listas inglesas.

## Historia
Originarios de Birmingham, la génesis de la banda se produjo en octubre de 1965, cuando diversos músicos locales activos en diversas bandas decidieron unir sus fuerzas para formar un nuevo grupo con mayores ambiciones artísticas.
Fueron Chris 'Ace' Kefford y Trevor Burton quienes iniciaron la operación en el Club Cedar, santuario de la escena beat de Birmingham. Contactaron con el joven guitarrista Roy Wood (que tocaba con Mike Sheridan's Lot, antes conocidos como Mike Sheridan and The Nightriders), que componía sus propias canciones. El siguiente en unirse fue el cantante Carl Wayne, que había coincidido anteriormente con Kefford en su propio grupo, Carl Wayne and The Vikings. El puesto de batería fue ocupado por otro ex-Viking, Bev Bevan, tras haber considerado para el puesto a John Bonham, después en Led Zeppelin. El empujón definitivo se produjo cuando contrataron a Tony Secunda como mánager, un antiguo promotor de combates de wrestling metido a promotor musical. Sus expeditivos y no siempre del todo legales métodos pusieron al grupo en el candelero, aunque también les trajeron problemas, incluso con el primer ministro británico.
Secunda consiguió hacer de The Move la banda residente en el prestigioso Marquee de Londres. Vestidos como gánsteres, con zapatos y corbatas blancas, les proporcionó una imagen impactante. "Nunca sonriais a la cámara", fue la terminante orden que recibieron lós músicos en las sesiones fotográficas.
Musicalmente, The Move eran una fuerza de la naturaleza sobre el escenario. Originalmente su set estaba compuesto principalmente de versiones de rythm & blues, que poco a poco fueron cediendo su lugar a las fantásticas composiciones de Wood, verdadero orfebre del pop.
Sin embargo, a finales de 1966, comenzaron los problemas. La administración del Marquee club expulsó a la banda a causa de la violencia cada vez mayor que se desarrollaba durante sus actuaciones. Carl Wayne colmó el vaso de su paciencia intentando prender fuego al escenario.
Paralelamente, el grupo había grabado su primer sencillo de éxito, Night of Fear, basado en la Obertura 1812 de Chaikovski. El productor Denny Cordell, que ya había facturado algún éxito para The Moody Blues y Georgie Fame, les ayudó a conseguir el atractivo pop necesario para triunfar en las listas. Le siguieron I Can Hear The Grass Grow, Flowers in The Rain y Fire Brigade, todas salidas de la pluma de Roy Wood.
Una polémica postal publicada por Secunda con la imagen del primer ministro Harold Wilson les ocasionó serios problemas. La atevida maniobra comercial del mánager les costó todos los beneficios del sencillo Flowers in The Rain, que fueron destinados a beneficencia, y a Secunda el puesto. Fue sustituido por Don Arden.
Los problemas de drogas y alcohol provocaron la salida del bajista Ace Kefford y posteriormente, del guitarrista Trevor Burton, disgustado por el perfil demasiado pop que tomaba la banda, siendo sustituido por el semidesconocido Rick Price.
Nunca fueron un grupo de álbumes, al menos en lo que se refiere a éxito de ventas. Tras la marcha de Burton y el despido de Arden, contrataron un nuevo mánager, Rick Walsh, que les embarcó en una gira de cabarets que provocó serias tensiones entre Wayne, más avezado en actuar en este tipo de locales, y Wood, que lo odiaba profundamente, sobre todo después de diversos incidentes con el duro público que frecuentaba dichos lugares.
Su progresivo arrinconamiento dentro del grupo y la falta de éxitos recientes, motivaron el abandono definitivo de Carl Wayne. Fue sustituido por Jeff Lynne, que ya había colaborado intermitentemente con Wood. El posterior abandono de Price los convirtió en un trío.

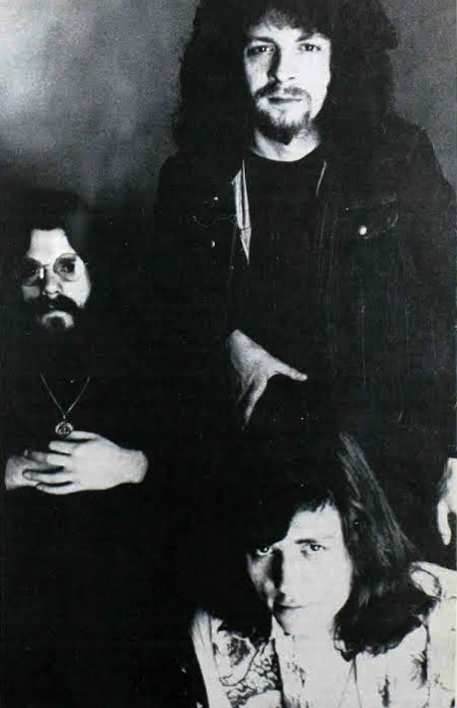
Foto publicitaria de 1973, durante el paso de The Move a la E.L.O.
(n.º del 3 de marzo de Billboard)

Message from the Country fue su último álbum. Tal vez su mejor lanzamiento, se benefició de la fantástica calidad como compositores de Lynne y Wood. Sin embargo, el disco fue grabado solo por razones contractuales, pues los dos músicos ya tenían muy avanzado un nuevo proyecto muy ambicioso, que pretendía mezclar la música pop con la clásica. En 1972 dieron sus últimas actuaciones como The Move y pasaron a llamarse Electric Light Orchestra.
La importancia de The Move es grande dentro de la historia de la música pop. Comenzaron como un grupo mod, con fuerte influencia de la música negra proveniente de América, para después convertirse en una factoría de canciones pop exquisitas, gracias al talento como compositor de Roy Wood. En sus álbumes fueron ambiciosos, aunque el éxito no les acompañó. A través de arreglos barrocos y experimentales intentaron encontrar un nexo de unión con la música clásica que sería explotado en su siguiente aventura, la ELO. Asimismo, abrieron las puertas de lo que más adelante sería el Heavy Metal, con temas como Brontosaurus.
Muchos artistas han versionado sus temas. Grupos como Cheap Trick lo han hecho diversas veces en su carrera.

## Personal

### Miembros
|  | - Bev Bevan - tambores, percusión, voces (1965-1972, 2004-2014) - Roy Wood - voz, guitarra, teclados, saxofón, flauta, oboe, sitar, clarinete, fagot, grabador, bajo (1965-1972) - Carl Wayne - voz, guitarra (1965-1969; murió 2004) - Trevor Burton - guitarra, bajo, voz (1965-1969, 2007-2014) - Ace Kefford - bajo, voz (1965-1968) - Rick Price - bajo, voz (1969-1971) - Jeff Lynne - voz, guitarra, piano, teclados (1969-1972) | - Phil árbol - bajo, voz (2004-2014) - Neil Lockwood - teclados, voces (2004-2014) - Phil Bates - guitarra, voz (2004-2007) - Gordon Sanador - guitarra, voz (2007-2014) - Abby Brant - teclados, voces (2014) - De Tony Kelsey - guitarra, voz (2014) |

## Discografía

### Álbumes de estudio
- Move (1968) [UK #15]
- Something Else from the Move (1969) (EP con cinco temas)
- Shazam (1970)
- Looking On (1970)
- Message from the Country (1971)

Todos ellos (menos el Ep Something from the Move) cuentan con unas lujosas reediciones a cargo de la discográfica Salvo, con numerosos temas extras y libreto remozado.

### Compilaciones
- Split Ends (1972)
- The Best of the Move (1974)
- Great Move!: The Best of the Move (1992)
- The BBC Sessions (1995)
- The Move Anthology: 1966-1972 (4CD-Box, 2008)

### Singles
| Título                              | Fecha de lanzamiento | UK Chart |
| ----------------------------------- | -------------------- | -------- |
| "Night of Fear"                     | Enero de 1967        | #2       |
| "I Can Hear the Grass Grow"         | Abril de 1967        | #5       |
| "Flowers in the Rain"               | Agosto de 1967       | #2       |
| "Fire Brigade"                      | Febrero de 1968      | #3       |
| "Wild Tiger Woman"                  | Agosto de 1968       | #53      |
| "Blackberry Way"                    | Diciembre de 1968    | #1       |
| "Curly"                             | Julio de 1969        | #12      |
| "Brontosaurus"                      | Abril de 1970        | #7       |
| "When Alice Comes Back to the Farm" | Octubre de 1970      | -        |
| "Tonight"                           | Junio de 1971        | #11      |
| "Chinatown"                         | Octubre de 1971      | #23      |
| "California Man"                    | Abril de 1972        | #7       |
| "Do Ya"                             | Junio de 1972        | -        |